# 吳公子
吴公子 (1957年—)，本名吴迪，英文名Woody Wu，美籍华裔教授、学者、诗人、武侠小说作家、电影灯光及摄像师。

## 經歷
二十五岁赴美留学，取得北德州州立大学新闻硕士、南美以美大学通讯硕士、凤凰城大学组织领导博士。三十岁起任职于日本电器、瑞典爱立信、美国世界通等公司，获得5个世界性无线通讯专利。四十五岁以后，曾于17所美国大学担任教授，2002年起担任中美合办管理博士学位的首席教授及美方负责人，出版17本个人诗集、4本主编的诗选、1本长篇武侠小说，1部电影担任摄影师。从事儒、道、释三家的研究、演讲及写作。

## 詩集、小説、電影
吴公子自1980年开始写作新诗，作品刊登於中央日报海外版、世界日报、及海外学人等刊物。开创新诗格式，例如2009年的〝十九字诗〞新诗格式。诗作入选中央日报编印的《海外诗笺》(1987)、《海外诗抄》(1988)、《天涯心事家乡情 ──世界华文作家作品选萃》(1995) 三本书。吴公子为创立於2009年的达拉斯诗社社长。

吴公子出版17本诗集：

《我在梦中遇见你──吴公子诗集》(2010)、

《我的爱你会明白──吴公子诗集》(2011)、

《我最爱的人是你──吴公子诗集》(2012)、

《我总念著你吾爱──吴公子诗集》(2012)、

《我们的爱在等待──吴公子诗集》(2013)、

《我的思念我的爱──吴公子诗集》(2014)、

《我的爱与我的情──吴公子诗集》(2015)、

《我们的爱的故事──吴公子诗集》(2016)、

《我的爱无怨无悔──吴公子诗集》(2017)、

《我爱的前世来生──吴公子诗集》(2018)、

《我依然炽热的爱──吴公子诗集》(2019)、

《我与你的爱情海──吴公子诗集》(2020)、

《我的爱人在遠方──吴公子诗集》(2021)、

《我与我的爱恨惧──吴公子诗集》(2022)、

《我会越来越爱你──吴公子诗集》(2023)、

《我的运命我的爱──吴公子诗集》(2024)、

《我无法停止的爱──吴公子诗集》(2025)。

吴公子出版主编的4本诗选：

《在春雨绵绵中写诗──达拉斯诗选》(2011)、

《在夏日炎炎中写诗──达拉斯诗选》(2012)、

《在秋风瑟瑟时写诗──达拉斯诗选》(2013)、

《在冬雪紛紛时写诗──达拉斯诗选》(2015)。

吴公子出版1本长篇武侠小说：

《剑花天台──吴公子的武侠小说》(2024)。

吴公子担任电影灯光及摄像师：

《花开姊妹》(Blooming Sisters, 2024)。

吴公子於2008年创立〝水岩派花道〞，此一花道流派以水、岩、花、空四者来领悟花道，以花道来印證禅。花道作品曾於达拉斯展览数次，留学生文学作品刊登於《皇冠》杂誌 (1984)，报告文学作品刊登於中央日报 (1986)，亲子文学作品刊登於世界日报 (1989)，白先勇的崑曲、黑泽明的电影、美国的环保动画电影等论述刊登於湖南的《书屋》杂誌 (2009及2010)。
吴公子的诗集見http://woodywu.com（页面存档备份，存于）